# Cantó de Vallet
El cantó de Vallet (bretó Kanton Gwaled) és una divisió administrativa francesa situat al departament de Loira Atlàntic a la regió de Loira Atlàntic, però que històricament ha format part de Bretanya.

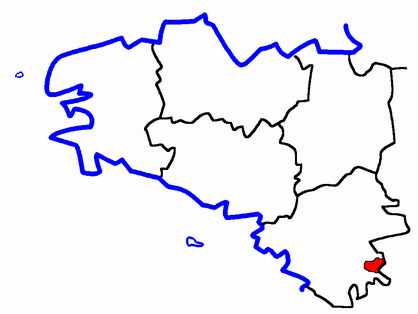
Situació del cantó

## Composició
El cantó aplega 5 comunes: 
- La Chapelle-Heulin/Chapel-Huelin (2 715 habitants)
- Le Pallet/Ar Palez (2 630 habitants)
- La Regrippière/Skouvlant (1 422 habitants)
- Mouzillon/Maodilon (2 418 habitants)
- Vallet/Gwaled (7 906 habitants)

## Història
| Data d'elecció                           | Identitat         | Partit        | Qualitat |
| ---------------------------------------- | ----------------- | ------------- | -------- |
| 1994-2008                                | Jean-Claude Douet | UDF           |          |
| 2008-                                    | René Baron        | Divers gauche |          |
| les dades anteriors no són pas conegudes |                   |               |          |
|                                          |                   |               |          |